# Лижні перегони на зимових Олімпійських іграх 2022 — командний спринт (жінки)
Змагання з лижних перегонів у командному спринті серед жінок на зимових Олімпійських іграх 2022 відбулися 16 лютого в місті Чжанцзякоу (Китай).

## Результати

### Півфінали
| Місце | Заїзд | Номер | Країна                     | Спортсменки                                   | Час              | Нотатки          |
| ----- | ----- | ----- | -------------------------- | --------------------------------------------- | ---------------- | ---------------- |
| 1     | 1     | 4     | Німеччина                  | Катаріна Генніґ Вікторія Карл                 | 23:02.08         | Q                |
| 2     | 1     | 1     | США                        | Розі Бреннан Джессіка Діггінс                 | 23:06.11         | Q                |
| 3     | 1     | 5     | Австрія                    | Тереза Штадлобер Ліза Унтервегер              | 23:08.34         | Q                |
| 4     | 1     | 2     | Швейцарія                  | Лаурін ван дер Графф Надін Фендріх            | 23:30.86         | Q                |
| 5     | 1     | 7     | Китай                      | Чі Чуньсюе Лі Сінь                            | 23:43.93         |                  |
| 6     | 1     | 6     | Канада                     | Кетрін Стюарт-Джонс Дарія Бітті               | 24:03.72         |                  |
| 7     | 1     | 3     | Словенія                   | Ева Уревц Анамарія Лампич                     | 24:10.14         |                  |
| 8     | 1     | 11    | Австралія                  | Джессіка Їтон Кейсі Райт                      | 25:13.42         |                  |
| 9     | 1     | 8     | Україна                    | Юлія Кроль Марина Анцибор                     | 25:46.04         |                  |
| 10    | 1     | 10    | Хорватія                   | Тена Гаджич Ведрана Малець                    | 26:29.23         |                  |
| 11    | 1     | 13    | Латвія                     | Кітія Аузіна Естере Волфа                     | 26:46.26         |                  |
| 12    | 1     | 12    | Туреччина                  | Айшенур Думан Озлем Джерен Дурсун             | Відстали на коло | Відстали на коло |
| 99    | 1     | 9     | Білорусь                   | Кириллова Анастасія Сергіївна Hanna Karaliova | Не стартували    | Не стартували    |
| 1     | 2     | 14    | Олімпійський комітет Росії | Ступак Юлія Сергіївна Наталія Непряєва        | 23:00.47         | Q                |
| 2     | 2     | 16    | Фінляндія                  | Кертту Нісканен Кріста Пярмякоскі             | 23:00.82         | Q                |
| 3     | 2     | 15    | Швеція                     | Мая Дальквіст Йонна Сундлінг                  | 23:01.40         | Q                |
| 4     | 2     | 17    | Норвегія                   | Тіріль Уднес Венг Майкен Касперсен Фалла      | 23:05.06         | Q                |
| 5     | 2     | 21    | Франція                    | Мелісса Галь Лена Кентен                      | 23:26.28         | LL               |
| 6     | 2     | 20    | Польща                     | Ізабела Марциш Моніка Скіндер                 | 23:32.34         | LL               |
| 7     | 2     | 19    | Італія                     | Катеріна Ганц Луча Скардоні                   | 23:47.06         |                  |
| 8     | 2     | 18    | Чехія                      | Катержина Янатова Петра Гинчіцова             | 23:55.59         |                  |
| 9     | 2     | 23    | Естонія                    | Марієл Мерлій Пуллес Кейді Каазіку            | 24:47.51         |                  |
| 10    | 2     | 22    | Казахстан                  | Надія Степашкіна Ксенія Шалигіна              | 24:57.59         |                  |
| 11    | 2     | 24    | Південна Корея             | Хан Дасом Lee Eui-jin                         | 26:55.52         |                  |
| 12    | 2     | 26    | Бразилія                   | Жаклін Моран Едуарда Рібера                   | Відстали на коло | Відстали на коло |
| 13    | 2     | 25    | Греція                     | Марія Дану Нефелі Тіта                        | Відстали на коло | Відстали на коло |
| 14    | 2     | 27    | Литва                      | Егле Савіцкайте Ієва Дайніте                  | Відстали на коло | Відстали на коло |

### Фінал
| Місце | Номер | Країна                     | Спортсменки                              | Час      | Відставання |
| ----- | ----- | -------------------------- | ---------------------------------------- | -------- | ----------- |
| 1     | 4     | Німеччина                  | Катаріна Генніґ Вікторія Карл            | 22:09.85 | —           |
| 2     | 15    | Швеція                     | Мая Дальквіст Йонна Сундлінг             | 22:10.02 | +0.17       |
| 3     | 14    | Олімпійський комітет Росії | Ступак Юлія Сергіївна Наталія Непряєва   | 22:10.56 | +0.71       |
| 4     | 16    | Фінляндія                  | Кертту Нісканен Кріста Пярмякоскі        | 22:13.71 | +3.86       |
| 5     | 1     | США                        | Розі Бреннан Джессіка Діггінс            | 22:22.78 | +12.93      |
| 6     | 5     | Австрія                    | Тереза Штадлобер Ліза Унтервегер         | 22:55.25 | +45.40      |
| 7     | 2     | Швейцарія                  | Лаурін ван дер Графф Надін Фендріх       | 23:02.09 | +52.24      |
| 8     | 17    | Норвегія                   | Тіріль Уднес Венг Майкен Касперсен Фалла | 23:15.28 | +1:05.43    |
| 9     | 20    | Польща                     | Ізабела Марциш Моніка Скіндер            | 23:48.01 | +1:38.16    |
| 10    | 21    | Франція                    | Мелісса Галь Лена Кентен                 | 24:04.92 | +1:55.07    |